# Gazeta Prawna
Gazeta Prawna – specjalistyczny dziennik polski wydawany od 22 października 1994 do 12 września 2009 roku (początkowo jako tygodnik) przez Grupę Wydawniczą Infor S.A. (od połowy 2008 Infor Biznes Sp z o.o.).

## Opis
Gazeta publikowała głównie informacje z zakresu prawa i gospodarki; skierowana była do prawników, kadry menedżerskiej, biznesmenów, a także pracowników działów kadrowych, płac i księgowości. Jako dziennik zaczęła się ukazywać w 2001 roku. Oprócz stałych rubryk miała także dodatki dotyczące księgowości, podatków, funkcjonowania firm i przedsiębiorstw oraz urzędów publicznych. Ostatnim redaktorem naczelnym dziennika był Robert Lidke. Właścicielem „Gazety Prawnej” był Ryszard Pieńkowski.
W 2008 roku średnia sprzedaż tytułu wynosiła 78 009 egz.
We wrześniu 2009 roku gazeta połączyła się z „Dziennikiem Polska-Europa-Świat”. W wyniku fuzji powstał nowy tytuł, „Dziennik Gazeta Prawna”.